# イエローキャブ (タクシー)

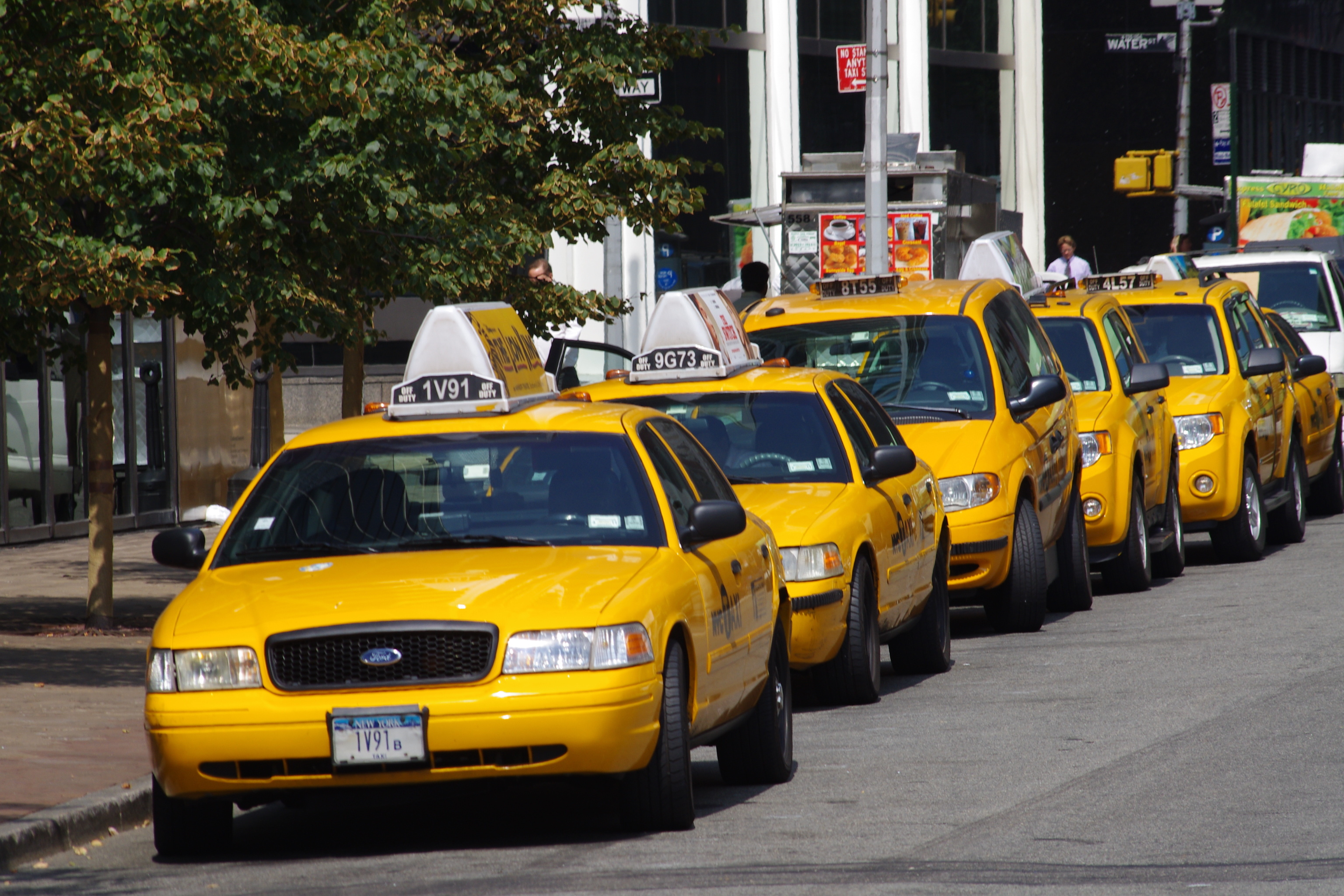
イエローキャブ

イエローキャブ（英語: Yellow Cab、英語発音: [ˈjelou kæb]）は、アメリカ合衆国の各地で使われるタクシー会社の名称。その名称は、シカゴを拠点とするタクシー会社（現社名: Yellow Cab Chicago Inc.）とタクシー製造会社（Yellow Cab and Yellow Truck and Coach Manufacturing Company）が起源とされる。シカゴのタクシー会社とは資本関係のない会社も多く、タクシー運転手の共同組合として組織されている「イエローキャブ」もある。黄色いボディが特徴的。
ニューヨーク市では、会社の別に関わらず、流し営業を行う全てのタクシーが黄色に塗装されている。日本では、主にニューヨーク市を走るタクシーの呼称として使われる。

## 概要
1915年、John D. Hertz（ジョン・ハーツ、ジョン・ヘルツとも）が始めたタクシー会社が、「遠くからでも最も目立つ色は黄色である」という研究結果に基づいて、車両を黄色に塗装したのが始まりである。イギリス・ロンドンを走る、黒色の「ロンドンタクシー」と並び、世界でもっとも有名なタクシーの一つである。
現在、約13,000台のイエローキャブが、ニューヨーク市タクシー&リムジン委員会（TLC; New York City Taxi and Limousine Commission）に登録されている。タクシー運転手やタクシー会社は、同委員会の発行する免許がないと営業することはできず、この免許、もしくはこの免許の元に運行されているタクシーは「メダリオン (Medallion)」と呼ばれる。1967年以降、これらのタクシーは、車体を黄色に塗装することを義務付けられている。
約42,000人いるニューヨークのタクシー運転手のうち、約82％をアメリカ国外の出身者が占める。そのうち23％がカリブ海諸国の出身者、次いで、20％が南アジアの出身者である。これらのタクシー運転手のほとんどが上記営業免許を保有しているわけではなく、ライセンスの貸与を受け営業している。
なお、これらのタクシーの正式名称は「NYC TAXI」である。
また、イエローキャブの他に、ニューヨーク市内には40,000台以上のハイヤーが存在する。
なお、ニューヨークのタクシーはスピードの出し過ぎや、料金を誤魔化すこともあるので注意が必要とされる。

### 日産の独占契約構想
2011年5月3日、日産自動車の『NV200』がニューヨーク市の次世代標準機種に選出。それまで16車種を使用していたが2013年から2018年までに13,237台を順次入れ替え、10年間に渡って日産が独占供給する計画だった。
しかし地元タクシー業界は反発、市側を提訴。2013年10月8日、地元裁判所が「日産車の購入を強制する権限は市側にない」との判決を下し、日産の独占計画は暗礁に乗り上げた。
日産車独占計画はマイケル・ブルームバーグ市長（当時）肝いり計画であったが、次期市長に導入懐疑派のビル・デブラシオが当選したことも影響あるとされる。
2014年6月10日、ニューヨーク州高等裁判所は合法と判断し地裁の判決を覆した。
2015年6月25日、ニューヨーク州最高裁判所も合法との判決を下した。
2018年6月13日、ニューヨーク市がNV200の独占供給の規約を見直したと報道がなされた。最高裁の判決に拘束力はなく、ドライバーや事業者は順次、新たにリストアップされたトヨタやフォードを含む30車種弱の中から選択が可能となった。元のNV200が貨物車ベースであることに起因する乗り心地の悪さや、修理の多さがドライバーから指摘されたと報じられている。

## 車種

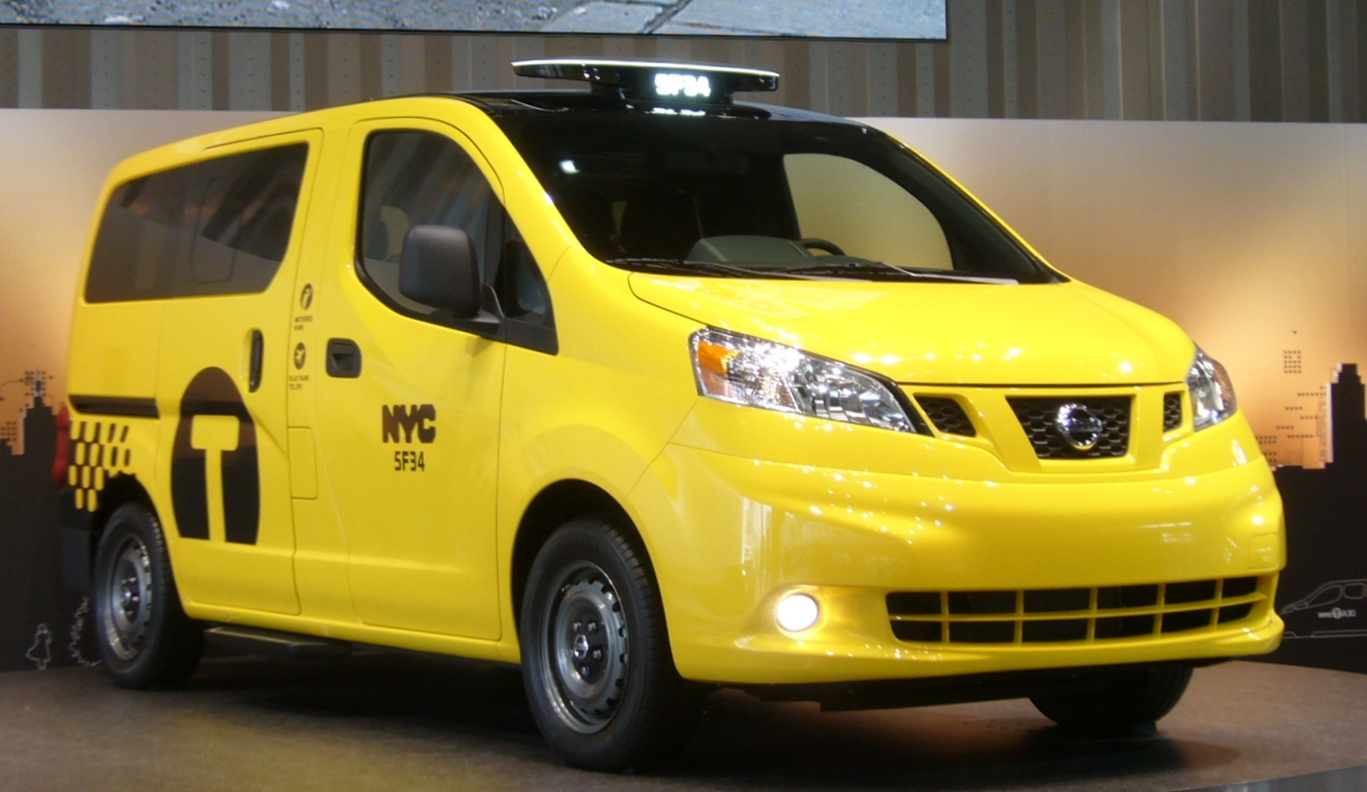
次世代標準機種に選出された日産自動車のNV200

1950年代後半からは、チェッカー社が製造する「チェッカー・キャブ（正式車名は『タクシーキャブ』）」が大勢を占めていた。同モデルは1982年で製造が終了し、以降はシボレー・カプリス等のフルサイズセダンが使用される。1990年代にカプリスの生産が終了し、GMがフルサイズセダン市場から撤退すると、フォード社のフルサイズセダン「クラウン・ヴィクトリア」へと切り替わって行き、一時期は全体の約9割を占めた。中にはプッシュバンパーが装備されているものなど、警察車両の払い下げ品も見られたが、フォードから2004年にイエローキャブ向けのLWB（ロングホイールベース）モデルが発売されるのに伴って、払い下げ品は徐々に姿を消していった。
1970年代のオイルショック後にフランスのプジョー・505が輸入車として初めてイエローキャブに採用され1980年代まで使用された。日本車では、1990年代のホンダ・オデッセイ / いすゞ・オアシスが最初であり、2000年代後半はミニバンのトヨタ・シエナが前述のクラウン・ヴィクトリアに次ぐ主要車種となっていた。
2005年には、ハイブリッド車を積極的に導入する政策が始まり、これまでにフォード・エスケープ、トヨタ・プリウス、同ハイランダー、レクサス・RXなどの多数のハイブリッド車が採用されている。
2007年に行われた「The NYC Taxi of Tomorrow」では3車種が選定された後、日産・NV200に決定され、2013年から10年にわたって独占供給される見込みになるも、二転三転した後、2018年には契約が解消。NV200タクシーも北米では2019年モデルを持って、生産・販売を終了している。
2011年にフォードがクラウンヴィクトリアの生産・販売を終了した後は、委員会の定める耐用年数を超えた車両が徐々に引退して行き、NV200やトヨタ・カムリ等の日本車が台数を増やし、2010年代半ばには、トヨタ・カムリハイブリッドが主力車種になっている。
2018年現在、選定された日産・NV200以外にも、トヨタ・プリウスV（日本名：プリウスα）やトヨタ・カムリハイブリッド、トヨタ・RAV4等のトヨタ車が多数走っている他、少数ながらもクラウン・ヴィクトリアやエスケープハイブリッドが使用されており、2000年代前半までの一車種一強とは異なり、多種多様のタクシーがニューヨークを走っている。
日本のタクシーと違い、座席のカバーはおろか車内清掃すらそれほど頻繁に行われていないケースが多々見られる。
全体的に大型、もしくは車内が広いミニバンが殆どであるために、手荷物などを多く積むことが可能である。

## 環境対策
2007年5月、ニューヨーク市長・マイケル・ブルームバーグは、排出ガス抑制のため、2012年までに13,000台のイエローキャブ全てをハイブリッドカーに置き換える計画を発表した。
しかし、上述のNV200はハイブリッドカーではない。
また、NV200がタクシーに採用されたことも理由となり、上述のタクシーハイブリッド化計画は思ったように進んでおらず、数は減ったが現在もガソリン車であるフォード・クラウンヴィクトリアやトヨタ・シエナが走っている。

## 映画
世界有数の大都市であるニューヨークの名物の一つでもあるため、イエローキャブを題材にしたり登場する映画がこれまでに多数撮られている。
- タクシードライバー
- TAXI NY
- コラテラル
- DC CAB

## ゲーム
- グランド・セフト・オートIV - 主人公が客として利用可能。セダン、ミニバンタイプが存在する。
- ランナバウト (ゲーム) - ランナバウト3にてニューヨーク・マンハッタンが舞台となり、プレイヤーがクラウン・ヴィクトリアのタクシーを使用することができる。

また一般車両にも同車のタクシーが走っている。

## 雑学
- ニューヨークのイエローキャブは、1年間に2億4000万回利用され、1回の平均運賃は約6ドル、その運賃の合計は約15億ドルに達する。
- イエローキャブという用語は、日本人女性に対する差別用語として用いられることもある。